# London Underground (álbum)
London Underground es un álbum de estudio del músico estadounidense Herbie Mann. Fue publicado en marzo de 1974 a través del sello discográfico Atlantic Records.

## Recepción de la crítica
Un escritor no especificado de Record World comentó: “Herbie Mann ofrece sus propias versiones únicas de exitosas melodías pop. Sus interpretaciones son jazzísticas, pero debido a la naturaleza de sus selecciones, el cruce del pop es inevitable”. Un escritor no especificado de la revista Cash Box escribió: “[Herbie Mann] agregó su propia marca especial de magia, es decir, su flauta, a cada corte, haciendo que todo el producto cobre vida de una manera única”. En una reseña negativa para la revista Billboard, un escritor no especificado describió el álbum como “una colaboración decepcionantemente rígida y aburrida”.

## Lista de canciones
| Lado uno |                        |                            |          |  |
| N.º      | Título                 | Escritor(es)               | Duración |  |
| 1.       | «Bitch»                | Mick Jagger Keith Richards | 8:19     |  |
| 2.       | «Something in the Air» | John Keen                  | 3:31     |  |
| 3.       | «Layla»                | Eric Clapton Jim Gordon    | 8:08     |  |
| 4.       | «Spin Ball»            | Paddy Kingsland            | 1:56     |  |

| Lado dos |                                    |                            |          |  |
| N.º      | Título                             | Escritor(es)               | Duración |  |
| 1.       | «Mellow Yellow»                    | Donovan Leitch             | 3:12     |  |
| 2.       | «A Whiter Shade of Pale»           | Keith Reid Gary Brooker    | 4:43     |  |
| 3.       | «Memphis Spoon Bread & Dover Sole» | Herbie Mann                | 3:48     |  |
| 4.       | «Paper Sun»                        | Steve Winwood Jim Capaldi  | 6:42     |  |
| 5.       | «You Never Give Me Your Money»     | John Lennon Paul McCartney | 4:10     |  |

## Créditos y personal
Créditos adaptados desde las notas de álbum de London Underground.
Músicos
- Herbie Mann – flauta en todas las canciones excepto «You Never Give Me Your Money», flauta alto en «Layla», «Paper Sun» y «You Never Give Me Your Money»
- Mick Taylor – guitarra en «Bitch», «Something in the Air», «Layla», «A Whiter Shade of Pale» y «Memphis Spoon Bread & Dover Sole»
- Albert Lee – guitarra en todas las canciones excepto «You Never Give Me Your Money», guitarra acústica en «You Never Give Me Your Money»
- Pat Rebillot – teclados en todas las canciones excepto «You Never Give Me Your Money», piano eléctrico en «You Never Give Me Your Money»
- Fuzzy Samuels – bajo eléctrico en todas las canciones excepto «Mellow Yellow» y «You Never Give Me Your Money»
- Al Gorry – bajo eléctrico en «Mellow Yellow»
- Aynsley Dunbar – batería en «Bitch», «Layla», «Spin Ball», «Mellow Yellow», «Memphis Spoon Bread & Dover Sole» y «Paper Sun»
- Robbie McIntosh – batería en «Something in the Air» y «A Whiter Shade of Pale»
- Ian McDonald – saxofón alto en «Bitch»
- Stéphane Grappelli – violín en «Mellow Yellow»
- Armen Halburian – percusión en «Paper Sun»

Personal técnico
- Geoffrey Haslam – productor, mezclas
- Ahmet Ertegun – productor ejecutivo
- Gary Martin – ingeniero de audio
- Mike Dunn – ingeniero asistente
- Giuseppe G. Pino – fotografía
- Paula Bisacca – diseño, directora artística